# Nordmaling
Nordmaling – miejscowość (tätort) w Szwecji, w regionie administracyjnym (län) Västerbotten, siedziba gminy Nordmaling.
Według danych Szwedzkiego Urzędu Statystycznego liczba ludności wyniosła: 2671 (31 grudnia 2015), 2636 (31 grudnia 2018) i 2712 (31 grudnia 2019).